# 富士吉田バスストップ
富士吉田バスストップ（ふじよしだバスストップ）は、山梨県富士吉田市にある中央自動車道上のバス停留所である。バス事業者では「中央道下吉田」（ちゅうおうどうしもよしだ）と案内している。
当バス停は、富士山と五重塔（忠霊塔）、桜の花を1枚の写真に収められる場所として知られる新倉山浅間公園から徒歩10分に位置する。かつては利用客が少なく目立たないバス停だったが、同公園が訪日外国人旅行客に人気となってから大幅に利用客が増えた。

## 停車する路線

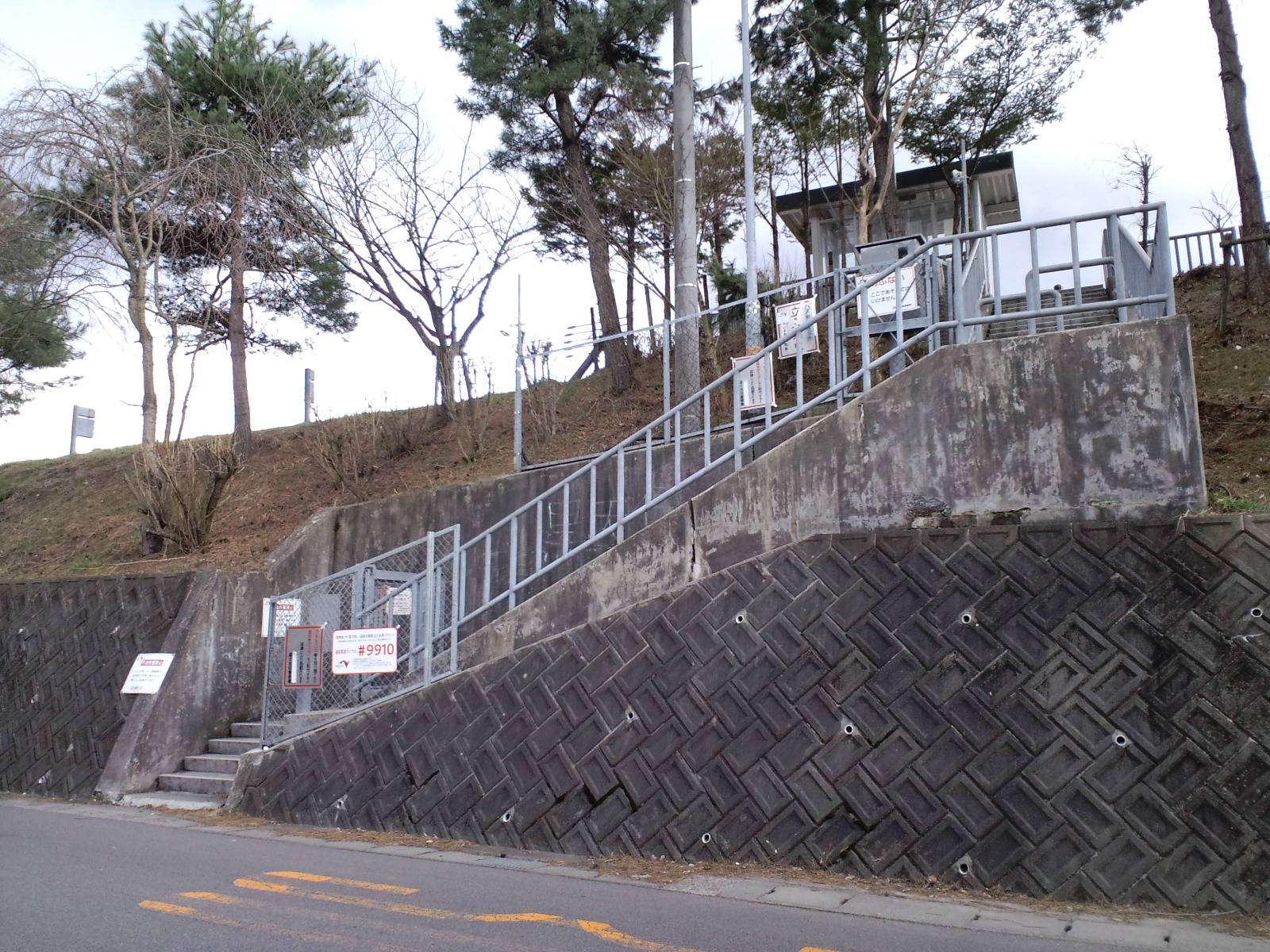
上り線側の入り口（2010年4月1日）

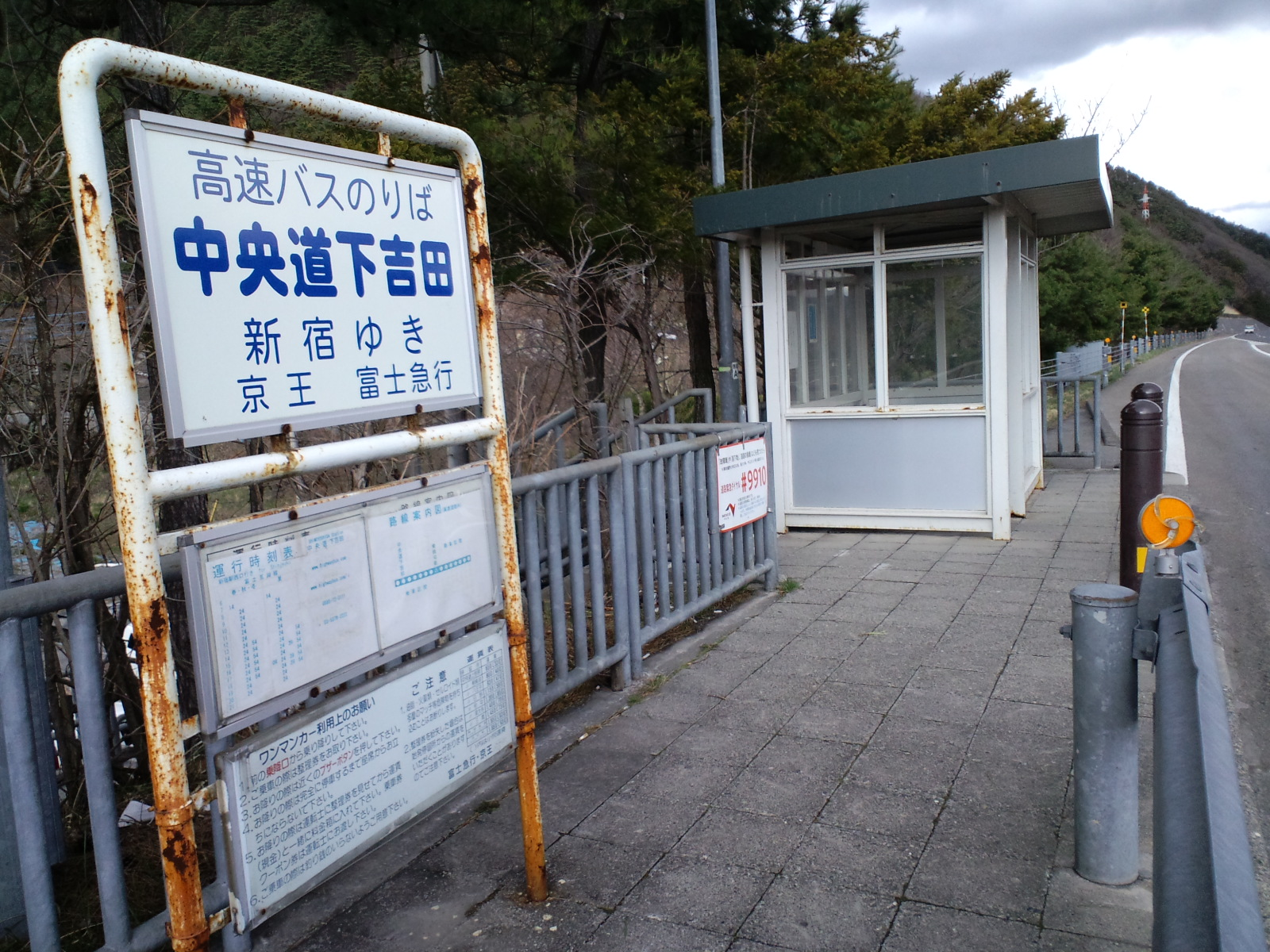
上り線側の乗車場（2010年4月1日）

下り線側は降車専用・上り線側は乗車専用となっている。
- 中央高速バス 富士五湖線（京王バス・富士急バス・フジエクスプレス）[2] ※一部通過
- 富士山駅 - 羽田空港線（富士急バス・京浜急行バス）[5]
- 南町田・町田・橋本 - 富士急ハイランド・河口湖線（富士急モビリティ）[6]
- 藤沢・辻堂・本厚木 - 富士急ハイランド・河口湖線（富士急モビリティ・神奈川中央交通）[6]
中央道西桂 - 中央道下吉田 - 富士急ハイランド

## バス停へのアクセス
- 富士山麓電気鉄道富士急行線下吉田駅から徒歩10分[2]。
- 富士山麓電気鉄道富士急行線富士山駅からタクシーで10分[2]。